# Politika (Zeitung)
Politika (kyrillisch Политика) ist die älteste noch erscheinende Tageszeitung in Serbien. Sie gilt als das führende Blatt des Landes.

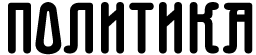
Politika

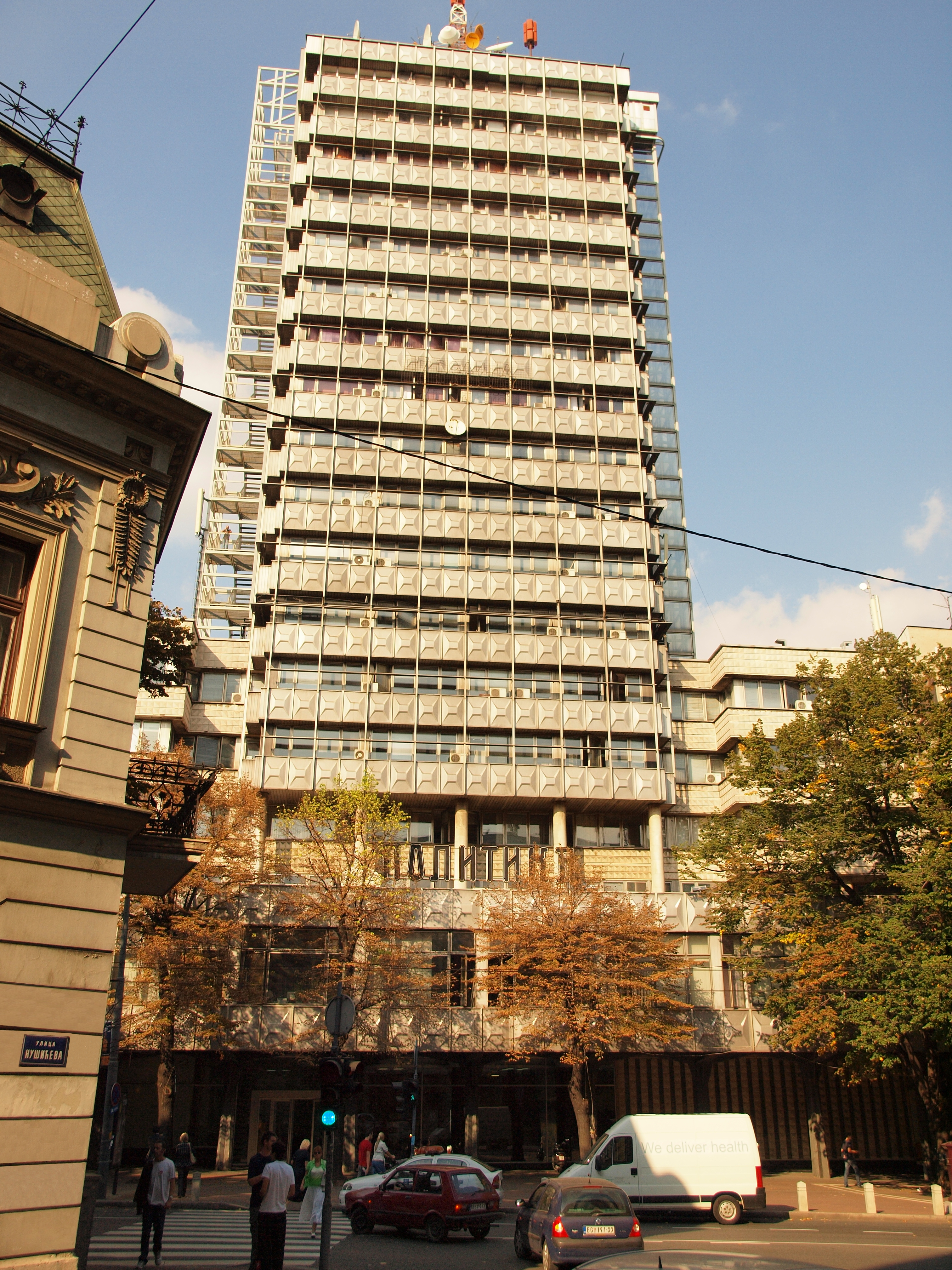
Politika-Redaktionsgebäude in der Makedonska ulica

Gegründet wurde die Zeitung in Belgrad am 25. Januar 1904 von Vladislav Ribnikar. Sie wird zurzeit von dem Verlag Politika Newspapers and Magazines, einem Joint Venture zwischen dem serbischen Verlag Politika A.D. und der deutschen WAZ-Mediengruppe, herausgegeben.
Viele bekannte serbische Schriftsteller traten auch als Autoren in der Politika hervor, so z. B. Branislav Nušić, Ivo Andrić, Moša Pijade u. a. Miroslav Lazanski als einer der bekanntesten Journalisten im ehemaligen Jugoslawien und späteren Serbien, der insbesondere als Militärkommentator bekannt wurde, arbeitete von 1991 bis 1996 und 2001 bis 2019 für die Politika. Lazanski, durch seine Kontakte in die höchste militärische Führungsebene der Sowjetunion, zu Warschauer Pakt, NATO, zum US-Militär sowie insbesondere zur Jugoslawischen Volksarmee während der Bürgerkriege wurde daher auch regelmäßig von westlichen Nachrichtenbüros zitiert. Er interviewte unter anderem verschiedene sowjetische Marschälle und Verteidigungsminister der Sowjetunion Dmitri Timofejewitsch Jasow (1988), Sergei Fjodorowitsch Achromejew (1982), Viktor Kulikov (1986), sowie unter anderen den amerikanischen Kommandanten und Admiral der US-Pazifikflotte Huntington Hardisty. 2019 wurde er zum Botschafter Serbiens in Russland berufen. Lazanski war auch der einzige ausländische Journalist, der 2018 eine Einladung der Nordkoreanischen Führung zur Militärparade anlässlich der Siebzigjahrfeier der Streitkräfte Nordkoreas in Pjöngjang erhalten hatte. Als Embedded Journalist berichtete er während des Ersten Golfkrieges 1991 aus dem Irak.